# Thomas Fontaine
Thomas Fontaine (* 8. Mai 1991 in Saint-Pierre, La Réunion) ist ein madagassisch-französischer Fußballspieler.

## Karriere

### Verein
Fontaine begann seine fußballerische Ausbildung auf La Réunion bei Klubs wie dem COM de Terre Sainte und der JS Saint-Pierre. 2007 wurde er von Olympique Lyon verpflichtet, wo er zunächst in der Jugendakademie unterkam. In der Saison 2008/09 wurde er zum ersten Mal in den Profikader des Ligue-1-Teams berufen. Trotzdem war er weiterhin eher in der Jugend aktiv. 2010/11 etablierte er sich schließlich in der zweiten Mannschaft, die zu dem Zeitpunkt viertklassig spielte. Die Spielzeit beendete er mit 26 Einsätzen in der Amateurmannschaft. In der Folgesaison schaffte Fontaine erneut nicht den Sprung in den Kader der ersten Mannschaft und spielte 21-mal in der Nationale 2.
Daraufhin wechselte er im Sommer 2012 in die Ligue 2 und unterschrieb einen Drei-Jahres-Vertrag beim FC Tours. Als er bei einer 0:4-Niederlage gegen die AS Monaco eingewechselt wurde, gab er sein Profidebüt in der Ligue 2 für Tours. In seiner ersten kompletten Saison auf professioneller Ebene spielte er in insgesamt 23 Spielen im neuen Trikot. In der Saison darauf avancierte er endgültig zum Stammspieler und lief in 34 Ligapartien auf.
Kurz nach Saisonbeginn 2014/15 wechselte er zum Ligakonkurrenten AJ Auxerre. Am 15. September 2014 (6. Spieltag) debütierte er in der Ligue 2 für seinen neuen Arbeitgeber gegen den ES Troyes AC. Im Trikot von Auxerre spielte er in der Liga 26-mal und kam mit seinem Team bis ins Finale des Coupe de France. Nachdem er auch in die Saison 2015/16 als Stammspieler gestartet war, fiel er aufgrund eines Kreuzbandrisses für den Rest der Spielzeit aus und spielte nur siebenmal in der zweiten französischen Liga.
Nach zwei Jahren bei Auxerre wechselte er zu Clermont Foot, die zu dem Zeitpunkt ebenfalls in der Ligue 2 spielten. Bei der 0:2-Niederlage debütierte er über die vollen 90 Minuten gegen den FC Valenciennes am ersten Spieltag. Anfang März 2017 (28. Spieltag) schoss er bei einem 1:1-Unentschieden gegen Stade Laval sein erstes Profitor, als er zum Ausgleich und Endstand traf. Bei Clermont war er gegen Ende der Saison unter anderem Kapitän und spielte in der Ligasaison 34-mal. In der Spielzeit 2017/18 war er in allen 37 Einsätzen Kapitän und von Anfang an auf dem Platz.
Im Jahr 2018 wagte er den Sprung in die Ligue 1 und wechselte zu Stade Reims. Bei einem 1:0-Auswärtssieg beim OGC Nizza debütierte er in der Startelf am ersten Spieltag in der höchsten französischen Spielklasse. Trotz zunächst viel Einsatzzeit war er in der Ligue 1 nicht gesetzt und spielte 2018/19 nur siebenmal.
Nach nur einer Saison in Reims wechselte er 2019 zurück in die zweite Liga zum FC Lorient. Gegen den SM Caen wurde er kurz vor Spielende eingewechselt und debütierte somit für seinen neuen Arbeitgeber. Jedoch war er auch bei Lorient nicht gesetzt, dennoch spielte er 16 Ligaspiele und stieg am Ende mit seinem Team als Meister in die Ligue 1 auf. Auch nach dem Aufstieg war er kein Stamm-Innenverteidiger und spielte in der gesamten Saison lediglich viermal.
Nach nur zwei weiteren Einsätzen bis Ende Januar 2022 wechselte er kurz vor Transferschluss in die Ligue 2 zur AS Nancy. Sein Debüt im neuen Trikot gab er am 5. Februar (23. Februar) bei einem 1:1-Unentschieden gegen SM Caen über die volle Spielzeit.
Im September 2022 wechselte er zum bulgarischen Erstligisten Beroe Stara Sagora.

### Nationalmannschaft
Fontaine spielte im Jahr 2011 sechsmal für die U20 Frankreichs, wobei er unter anderem vier Einsätze bei der U20-WM 2011 bekam.
Am 9. Juni 2017 debütierte er gegen Sudan für die A-Nationalmannschaft Madagaskars in der Startformation. 2019 nahm er mit dem Nationalteam am Afrika-Cup in Ägypten teil, wo er alle Spiele bis zum Ausscheiden im Viertelfinale gegen Tunesien absolvierte.

## Erfolge
Verein
- Französischer Vize-Pokalsieger: 2015
- Ligue 2: 2020

Individuell
- Knight Order of Madagascar: 2019[28]